# Голдсмитс-колледж
Голдсмитс (англ. Goldsmiths, University of London), Голдсмитский колледж — высшее учебное заведение (колледж), расположенное в Лондоне.
Основные направления — искусство, общественные и гуманитарные науки. Датой основания колледжа принято считать 1891 год, когда был основан первый технический факультет (англ. Goldsmiths' Technical and Recreative Institute).
В 1904 году вошёл в состав Лондонского университета и был переименован в Голдсмитс-колледж (англ. Goldsmiths' College).
В 2006 году в процессе ребрендинга из логотипа высшего учебного заведения было убрано слово «колледж», с этого времени оно именуется «Голдсмитс, Университет Лондона».